# Полицейские и воры (фильм, 1997)
«Полицейские и воры» — российский фильм 1997 года режиссёра Николая Досталя.

## Сюжет
Сюжет фильма выстроен по аналогии с известным одноимённым итальянским фильмом режиссёров Стено и Марио Моничелли, где играли Тото (вор) и Альдо Фабрици (полицейский), но действие перенесено в Россию, в 90-е годы XX столетия.
Постперестроечная Россия в полнейшем экономическом упадке: зарплата не выдается, госпредприятия закрываются, дефицитом являются любые продукты и товары. Мошенник (Геннадий Хазанов) пытается нажиться на всём, что может достать: он привозит домой чемодан специй, автомобильные колёса, торгует старинными иконами времён Ивана Грозного (на самом деле только что изготовленными и где-то раздобытыми им).
Ему удается обмануть американца, открывшего в городке совместное российско-американское предприятие по производству макарон. Это предприятие устраивает благотворительную акцию, на которой макароны раздаются в подарок многодетным семьям. Ловкач договаривается с группой местных дворовых подростков — представиться семьёй, где он многодетный папаша и, таким образом, получив вожделенную еду, поровну разделить её. Однако идея оканчивается неудачей: американец узнаёт в «многодетном папаше» обманувшего его вора. Начинается погоня, однако вору удаётся сбежать.
Начальника охраны российско-американского предприятия (Вячеслав Невинный) американец объявляет главным виновником произошедшего, и ему ставится условие: если мошенник не будет пойман, охранник потеряет работу. Охранник вынужден начать поиски. Узнав, что у мошенника есть семья и настоящие дети, он привлекает к делу собственного ребёнка, чтобы тот подружился с сыном мошенника. Но дети подружились по-настоящему. Родители наносят визиты друг другу. Свои отношения возникают у старшего сына вора и дочери охранника.

## В ролях
- Геннадий Хазанов — жулик
- Вячеслав Невинный — Слава, бывший милиционер, ныне охранник завода
- Евгения Глушенко — жена вора
- Владимир Зельдин — дедушка
- Сергей Баталов — сообщник
- Анна Скварник — Вероника, дочь полицейского
- Елена Цыплакова — жена полицейского
- Роберт Мэкинтайр — американец

## Съёмочная группа
- Сценаристы: Николай Досталь, Георгий Николаев
- Режиссёр: Николай Досталь
- Оператор: Сергей Юриздицкий
- Композитор Александр Беляев

Съёмки кинофильма «Полицейские и воры» в городе Переславле-Залесском на повороте с Ростовской улицы на Плещеевскую улицу.
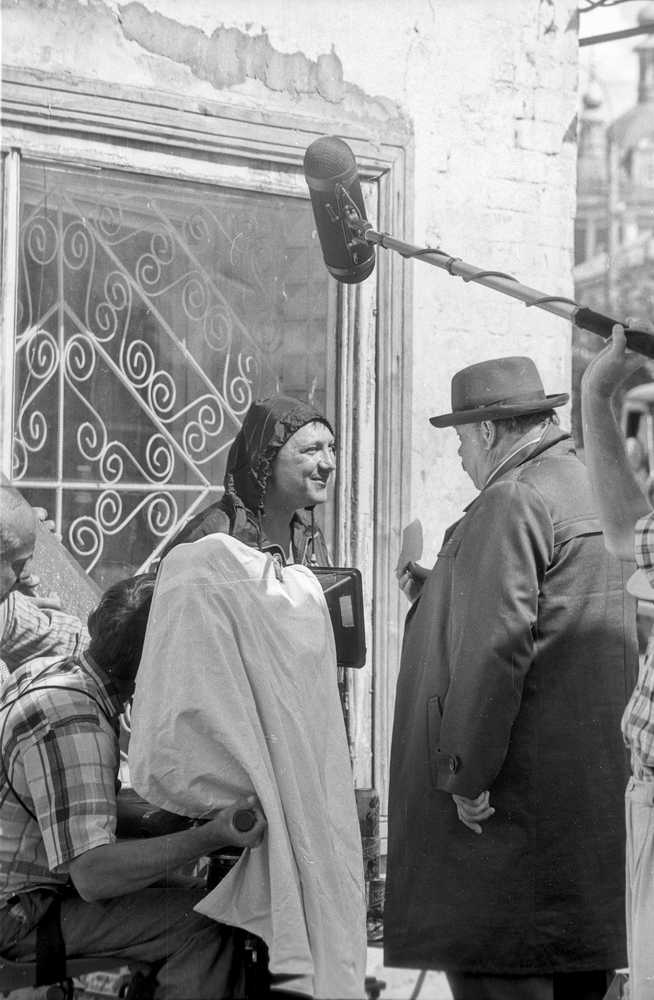
Вячеслав Невинный (справа)
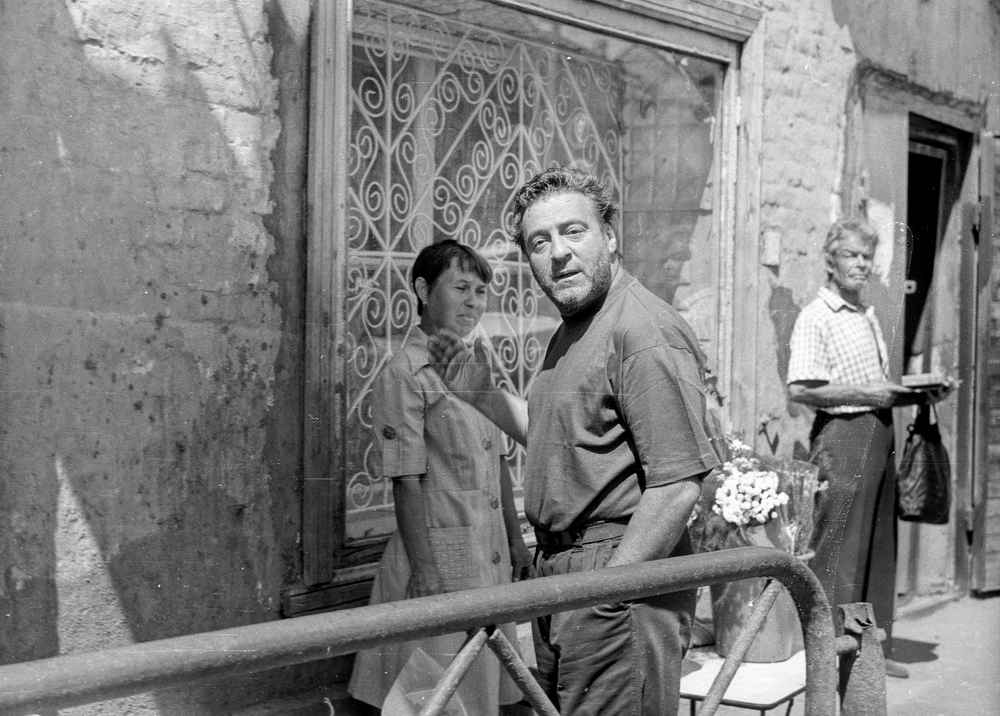
Геннадий Хазанов (в центре)
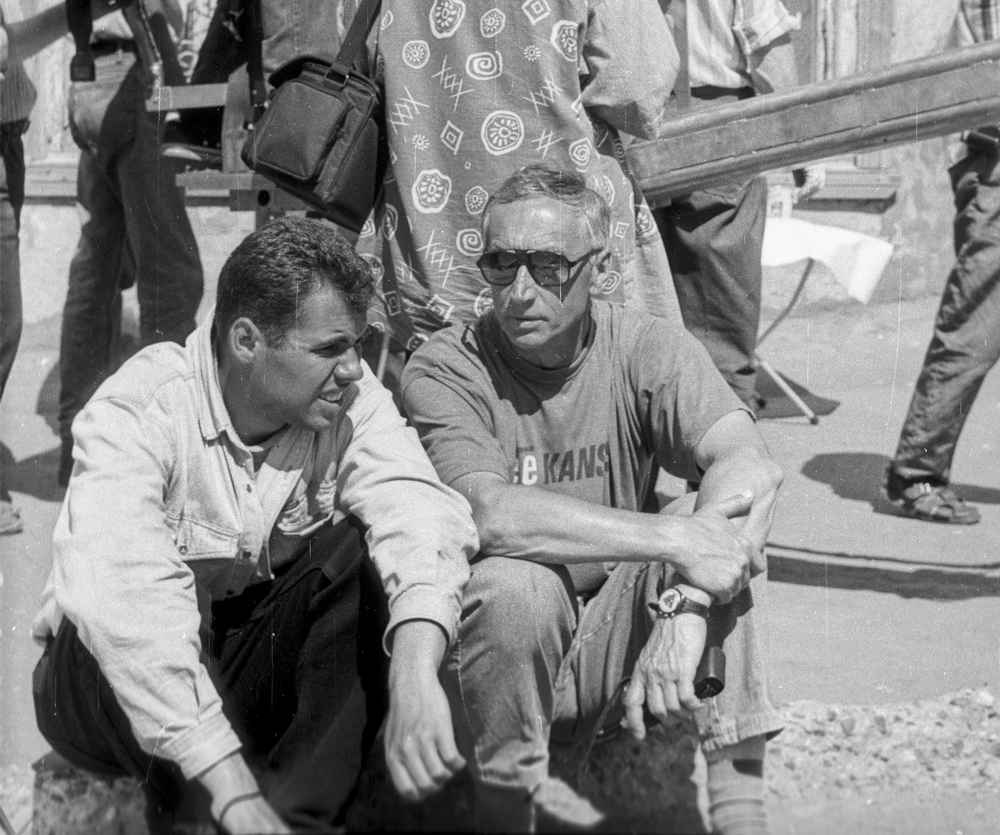
Владимир Досталь (справа)

## Фестивали и награды
Премия «Ника» — 1998
- Номинация — Лучшая мужская роль (Вячеслав Невинный)
- Номинация — Лучшая роль второго плана (Владимир Зельдин)

Кинофестиваль «Кинотавр» — 1998
- Номинация на Главный приз[2]

## Рецензии
- Басков В., Иванова В., Горгома О. «Полицейские и воры» (Спектр мнений об одноим. худож. фильме) // Культура. — 1997. — 25 декабря. — С. 11.